# شوردي
شوردي (بالألبانية: Shurdhi) ويعرف بالأصمّ، هو الإله الألباني لعواصف البَرَد. وعبادته ذات أصل إليري.